# Sexuelle Revolution
Als sexuelle Revolution bezeichnet man den historischen Wandel der öffentlichen Sexualmoral im Sinne einer Enttabuisierung sexueller Themen, einer zunehmenden Toleranz und Akzeptanz von sexuellen Bedürfnissen der Geschlechter sowie ihrer sexuellen Orientierungen, unabhängig von einer institutionell oder religiös legitimierten Form. Der Begriff bezieht sich meist auf gesellschaftliche Umschwünge in der zweiten Hälfte des 20. Jahrhunderts innerhalb der westlichen Welt.

## Geschichtliches: Einflüsse aus Philosophie, Literatur, Medizin und Psychologie

### Charles Fourier
Frühe Gedanken zur Schaffung neuer Organisationsformen des Zusammenlebens stammen von dem Frühsozialisten Charles Fourier (1772–1837). Er schloss die Freie Liebe ausdrücklich in seine Utopie einer gemeinschaftlichen Lebens- und Arbeitsform ein. Die „sexuelle Revolution“ der zweiten Hälfte des 20. Jahrhunderts berief sich zwar nicht explizit auf Fourier, entdeckte den Projekteur der Phalanstères v. a. innerhalb der Kommunebewegung dennoch als einen ihrer Vorläufer.

### Sigmund Freud
Sigmund Freud (der Vater der Psychoanalyse) schuf um 1900 das Modell der psychosexuellen Entwicklung im Kindesalter. Die Psychoanalyse trug dazu bei, dass das Thema Sexualität ent-tabuisiert und ein Gegenstand von Wissenschaft und Forschung wurde. Freud sah in der Unterdrückung der Sexualität den wichtigsten pathogenen Faktor für neurotische Entwicklungen. Freud sprach sich (anders als sein Schüler Otto Gross) nicht für eine schrankenlose Entfaltung der Sexualität aus, sondern für eine ggfs. situationsabhängige (nicht-pathogene) Hemmung (Sublimierung). Den Ursprung kultureller und sozialer Errungenschaften sah er in sublimierter Sexualität.

### Wilhelm Reich
Der Ausdruck sexuelle Revolution – und dessen Kernbedeutung – geht auf Wilhelm Reichs 1945 veröffentlichtes Werk The Sexual Revolution (deutsch 1966, erstmals jedoch 1936 unter dem Titel Die Sexualität im Kulturkampf) zurück. Reich kritisiert darin die aus seiner Sicht bigotte und verlogene Sexualmoral seiner Zeit. Nach Reichs Auffassung bringen Doppelmoral und Unterdrückung der vitalen sexuellen Triebe Persönlichkeitsdeformationen mit sich und führen so zu Frustration und Aggression. Diese werden jedoch verdrängt und hätten die Tendenz, sich ein Ventil in der Lust an Herrschaft und Unterwerfung zu schaffen.
Des Weiteren lähme die Unterdrückung der Sexualität die kreativen Potenziale der einzelnen Personen und stütze so ein kapitalistisches System, in dem die Einzelnen strukturbedingt ihrer Unterdrückung nichts oder wenig entgegensetzen könnten. Da Wilhelm Reich 1957 bereits gestorben war, konnte er die weitere Entwicklung nicht mehr erleben.
Nach Reichs Auffassung brächte eine Befreiung der Sexualität eine friedliche Veränderung der gesellschaftlichen Strukturen mit sich: Menschen, die in befriedigenden Zusammenhängen lebten, ließen sich nicht oder nur schwer in Herrschaftsstrukturen einbinden oder für gewaltsame Aktionen mobilisieren.

### Masters und Johnson
Der Gynäkologe William H. Masters und seine Partnerin Virginia E. Johnson (Masters und Johnson) versuchten in den 1950er und 1960er Jahren die Struktur, Psychologie und Mechanismen menschlicher Sexualität zu verstehen und legten damit gleichzeitig den Grundstein für einen theoretischen Ansatz in der Behandlung von sexuellen Fehlfunktionen und -verhalten. Sie zeichneten die physiologischen Daten während sexueller Erregung auf und zogen aufgrund ihrer Ergebnisse die Schlussfolgerung, dass sexuelle Aktivität gesund und eine Quelle von Freude und Intimität sei.
Eins der beständigsten und wichtigsten Ergebnisse ihrer Forschungen ist das Vier-Stufen-Modell der sexuellen Reaktion, mit Erregungsphase, Plateauphase, Orgasmus und Rückbildungsphase, das sie den menschlichen Reaktionszyklus nannten.
In ihrer Klinik in St. Louis behandelten sie Patienten mit sexuellen Problemen wie z. B. Impotenz, vorzeitigem Samenerguss und der Unfähigkeit, einen Orgasmus zu erleben. Dabei stuften sie Homosexualität noch als Fehlfunktion ein, die mittels sogenannter Konversionstherapien behandelbar sei.

## Die „sexuelle Revolution“ in der Studentenbewegung von „1968“

### Erste Ansätze
Forderungen nach sexuellen Freiheiten stießen in weiten Teilen der Studenten 68er-Bewegung auf großes Interesse und Experimentierfreude: Einerseits wollte man sich von der „bigotten Prüderie“ der 1950er-Jahre befreien, andererseits war die Hoffnung auf gesellschaftliche Veränderung durch sexuelle Befreiung vorhanden. Hinzu kam die Furcht vor der Kontinuität autoritärer Strukturen, und Bücher wie Wilhelm Reichs Massenpsychologie des Faschismus (1933), Erich Fromms Escape from Freedom (1941) und Theodor W. Adornos The Authoritarian Personality (1950) wurden bei Diskussionen zitiert. Herbert Marcuse (1898–1979), der zur kritischen Theorie gezählt wurde und eine Zeit lang am Institut für Sozialforschung zusammen mit Adorno forschte, hatte einen gewissen Einfluss. Sein Buch Triebstruktur und Gesellschaft (1957), das erstmals als Eros and Civilization. A Philosophical Inquiry into Freud 1955 auf Englisch erschienen war, errang nun mit einem Jahrzehnt Verzögerung Aufmerksamkeit, aber auch seine spätere These von der repressiven Entsublimierung, die er in seinem Buch Der eindimensionale Mensch entwickelte. Dazu trug auch die Auseinandersetzung mit der Zeit des Nationalsozialismus bei; durch die Unterdrückung von vitalen Trieben sei der Mensch in seiner Persönlichkeit deformiert.

### Die „Pille“
Ein wesentlicher Faktor für den gesellschaftlichen Wandel war der pharmakologische Durchbruch auf dem Gebiet der Kontrazeptiva durch die Entwicklung der Antibabypille, umgangssprachlich „die Pille“ genannt. Diese kam 1960 in den USA und 1961 in Westdeutschland auf den Markt; in der DDR 4 Jahre später (1965). Erstmals konnten durch hormonelle Empfängnisverhütung mit hoher Reliabilität die Faktoren Sexualität – präziser: in der Regel vollzogener Geschlechtsverkehr mit vaginaler Penetration – und Empfängnis voneinander getrennt werden. Dieser Umstand, so wird angenommen, hatte für die Geschlechter gleichermaßen Konsequenzen: So konnte sich bei vielen Frauen im gebärfähigen Alter ein in dieser Hinsicht angstfreieres sexuelles Verhalten entwickeln, und bei Männern analog die Angst vor ungewollten Verbindlichkeiten und finanziellen Verpflichtungen reduzieren.

## Die Sexwelle in den 1960er und 1970er Jahren
Sehr erfolgreich war das erste speziell für unverheiratete Jugendliche geschriebene Aufklärungsbuch Sexfront von Günter Amendt. Zwei deutsche Amtsgerichte stuften ein im Sex-Buch abgedrucktes Foto als „kinderpornografisch“ ein. Damit könnte bereits der bloße Besitz eines der insgesamt etwa 200.000 verkauften Exemplare dieses populären Aufklärungsbuchs strafbar sein. Die links-libertär propagierte Befreiung der sexuellen Bedürfnisse war mit der Erwartung verbunden, dadurch Mensch und Gesellschaft umfassend und grundlegend verändern zu können. Jedoch folgte über die Liberalisierung der diesbezüglichen Gesetze zwischen Mitte der 1960er und Mitte der 1970er Jahre die sogenannte „Sexwelle“ in den Medien. Annette Miersch behauptete in ihrer Untersuchung des Schulmädchen-Reports: „Eine sexuelle Revolution im gesellschaftstheoretischen Sinne ihrer geistigen ‚Großväter‘ hat in der BRD nicht stattgefunden – weder damals noch irgendwann später. Stattdessen wurde unter gleichem Namen ein Medienhype entfesselt.“ Zwar kam es seit den späten 1960er Jahren bei einer Minderheit zur Entwicklung alternativer Lebensformen, bei denen auch neue Weisen des sexuellen Miteinanders erprobt wurden, doch wurden diese „Experimente“ in der Öffentlichkeit eher kritisch gesehen. Bekannte Beispiele waren die Kommune 1 und Kommune 2 in Berlin, insbesondere die Personen Rainer Langhans und Uschi Obermaier.
Im Jahr 1977 kam die deutschsprachige Ausgabe des ersten Hite-Report der feministischen Sexualwissenschaftlerin Shere Hite auf den Markt, der das sexuelle Erleben der Frau beschrieb und sich der männerdominierten Vermarktung der Sexualität entgegenstellte. Das Nachrichtenmagazin Der Spiegel nannte das Buch „die bislang erfolgreichste Sexualfibel der 70er Jahre“.

## Die Folgen
Die Forderung nach sexueller Freiheit wurde häufig vehement und vor allem von kirchlich-konservativen Kreisen bekämpft, führte aber gesellschaftlich sehr viel weiter als andere politische Forderungen der 68er-Bewegung (Flower-Power-Bewegung). Insbesondere brachte sie in der Bundesrepublik Deutschland 1968 die Kultusministerkonferenz zu der Verabschiedung der „Empfehlungen zur Sexualerziehung in den Schulen“. Am 10. Juni 1969 wurde das Schulbuch Sexualkunde-Atlas als bundeseinheitliches Unterrichtsmittel für das neue Fach „Sexualkunde“ vorgestellt. Es entstand auf Veranlassung des Bundesgesundheitsministeriums unter Ministerin Käte Strobel und wurde kontrovers aufgenommen. Der Sexualerziehung im Schulunterricht wurde in Österreich mit dem Grundsatzerlass Sexualerziehung in den Schulen vom 24. November 1970 (Rundschreiben Nr. 193/1970) verankert.
Aus der 68er-Bewegung rekrutierten sich auch die ersten Vertreter der zweiten deutschen Schwulenbewegung, innerhalb derer – in Westdeutschland anders als in anderen westlichen Ländern – gerade der Widerspruch zwischen politisch-allgemeinen und persönlich-individuellen Freiheiten zu großen Meinungsverschiedenheiten führte, die im so genannten Tuntenstreit (1973/1974) kulminierten.
Das im Zusammenhang mit der sexuellen Revolution gewachsene Angebot an kostenlosem und unverbindlichem Sex führte auch zu einem anderen Umgang mit der Prostitution, seitdem kommt es teilweise zu einem starken Preisverfall. Anfang des 20. Jahrhunderts bot laut einer Erhebung des Department of Justice jede fünfzigste Frau in den USA zwischen 20 und 30 Jahren sexuelle Dienste für Geld an. Eine in einem Bordell tätige Prostituierte konnte auf ein Einkommen von in heutigen Geldwert umgerechnet 76.000 US-Dollar pro Jahr kommen. Um 2009 verdiente eine Straßenprostituierte in Chicago durchschnittlich etwa 18.000 US-Dollar. 2001 wurde ein Rückgang der Prostitutionskunden in der westlichen Welt beobachtet, was zum einen auf eine Zunahme der Möglichkeiten sexueller Aktivitäten außerhalb von Partnerschaften in Gestalt von Seitensprungportalen, Swingerclubs sowie Telefon- und Internetangeboten und zum anderen auf die Folgen von Finanz- und Wirtschaftskrisen zurückgeführt wird. Gleichzeitig ist eine Zunahme des Prostitutionsangebots zu verzeichnen.

## Wissenschaftliche Rezeption
Einen wichtigen Einfluss – insbesondere im Hinblick auf die Enttabuisierung sexueller Themen – stellten die beiden Bücher des US-Zoologen und -Sexualforschers Alfred Kinsey dar: Das sexuelle Verhalten des Mannes (dt. 1955, engl. Orig. 1948) und Das sexuelle Verhalten der Frau (dt. 1954, engl. Orig. 1953). Seine Forschungsergebnisse, die auch als Kinsey-Report bezeichnet wurden, sorgten für großes Aufsehen. Kritiker bemängelten, dass für eine repräsentative Auswertung sowohl die Anzahl der interviewten Personen zu gering als auch die Auswahlkriterien für die Interviewten ungenügend gewesen seien.
Der Frankfurter Sexualforscher, Arzt und Soziologe Volkmar Sigusch unterscheidet drei sexuelle Revolutionen, die sich seit dem Ende des 19. Jahrhunderts in Europa und Nordamerika abgespielt haben. Er bezeichnet die letzte als Neosexuelle Revolution, die sich seit den späten 1970er Jahren eher still und schleichend ereigne.